# Edebessa purens
Edebessa purens is een vlinder uit de familie van de Megalopygidae. De wetenschappelijke naam van de soort is voor het eerst geldig gepubliceerd in 1855 door Walker.